# Tipula
Довгоніжки (лат. Tipula) — дуже великий рід комах ряду Двокрилі родини Tipulidae. Вони широко відомі як комарі-довгоноги. У світі існує понад тисячу видів.
Усі види мають дуже довгі тонкі ніжки. У самця є роздутий кінчик біля черевця, а у самки — загострений яйцеклад, який використовується для проштовхування яєць у ґрунт. Личинки деяких видів споживають кореневу систему рослин і можуть називатися «leatherjackets».

## Опис
Присутні дискальні клітини. Вусики виконують функції антен. Колір тіла зазвичай сірий, коричневий або тьмяно-жовтий, рідко чорний. Прозескулярні смуги (при наявності) зазвичай тьмяні, рідко злегка сяючі.

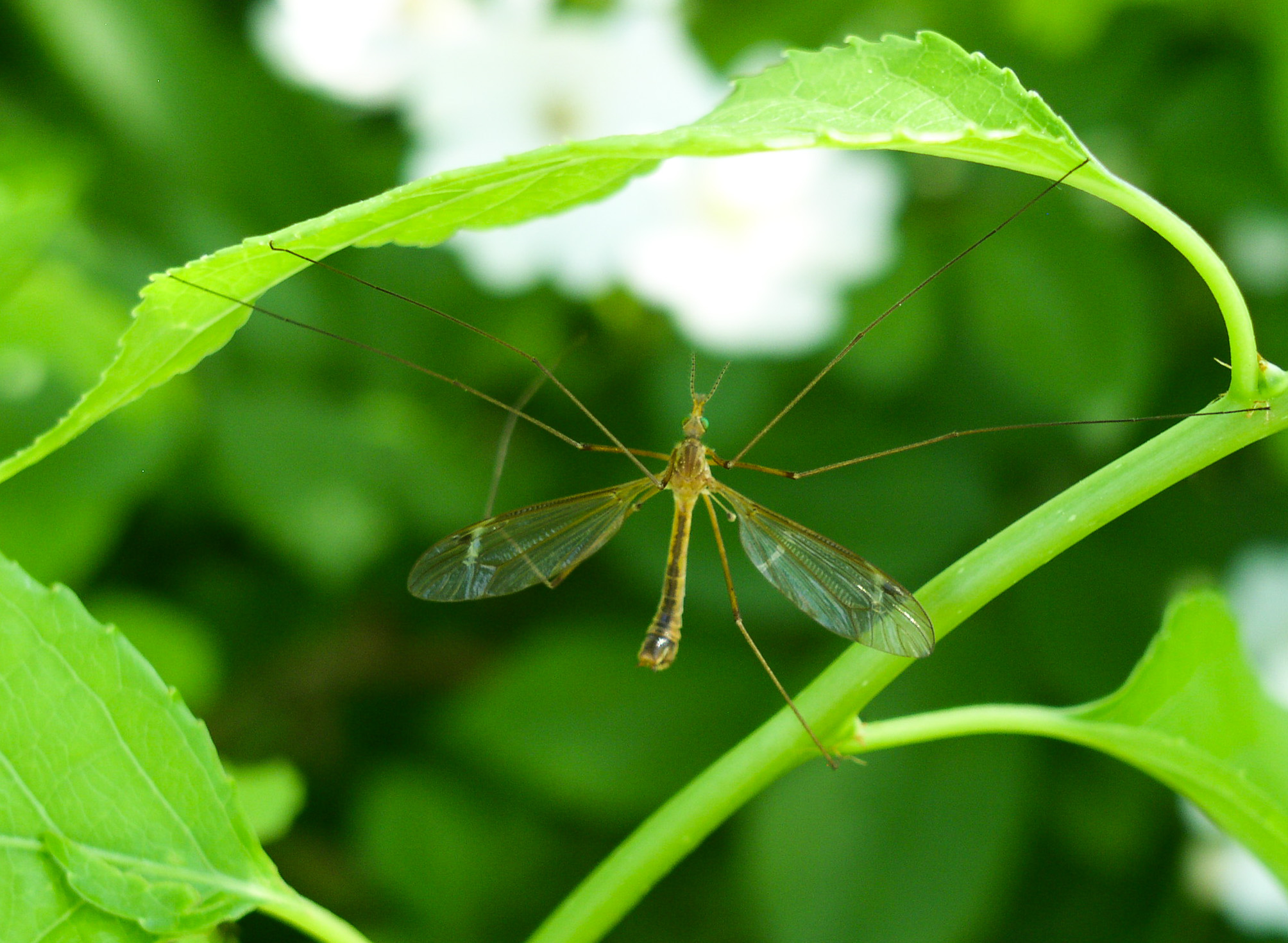
Tipula bicornis, самець.

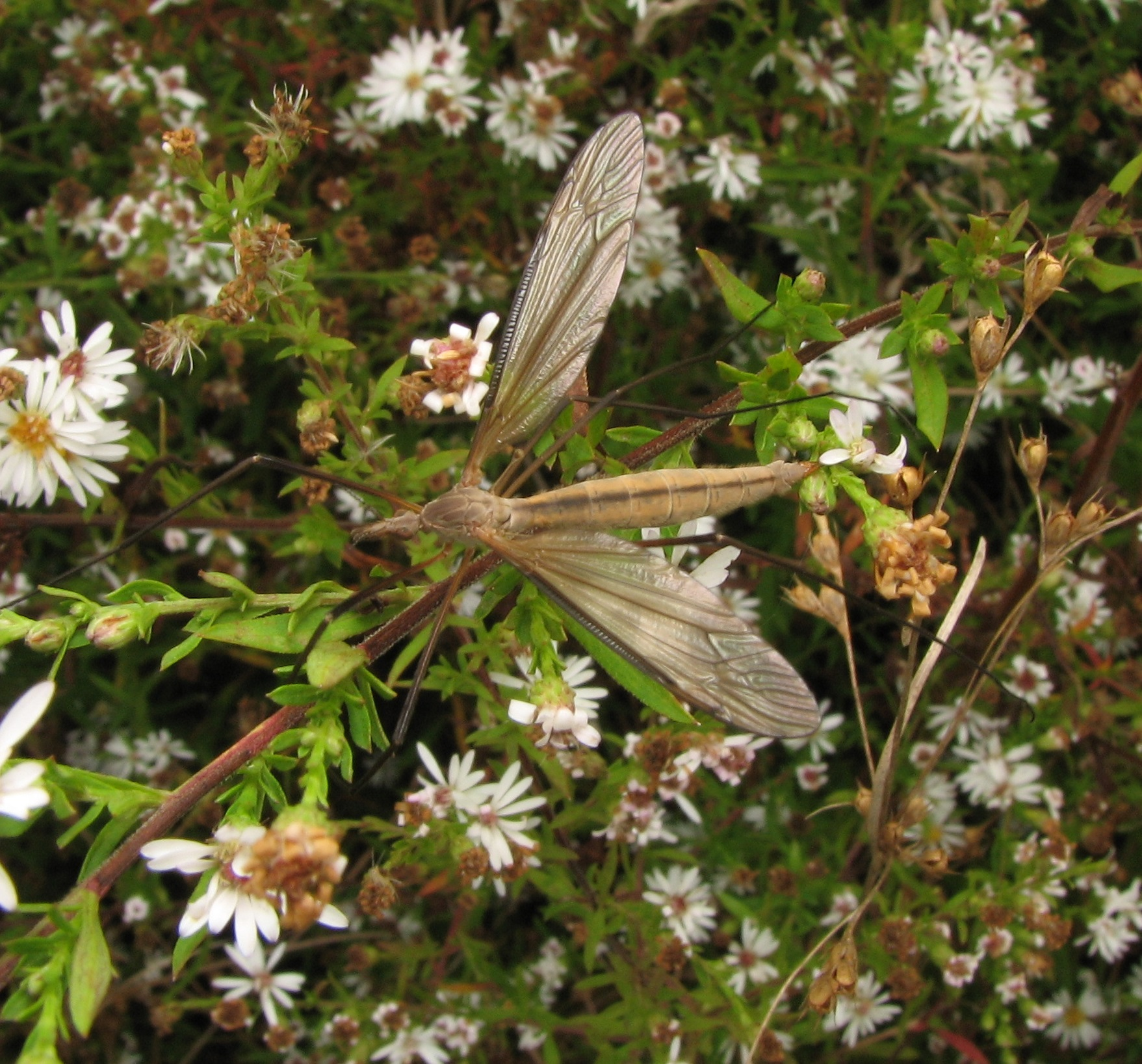
T. paterifera